# New Hope (Alabama)
New Hope es una ciudad ubicada en el condado de Madison en el estado estadounidense de Alabama. En el censo de 2000, su población era de 2539.

## Demografía
En el 2000 la renta per cápita promedia del hogar era de $31,458, y el ingreso promedio para una familia era de $39,427. El ingreso per cápita para la localidad era de $15,655. Los hombres tenían un ingreso per cápita de $30,852 contra $20,263  para las mujeres.

## Geografía
New Hope se encuentra ubicada en las coordenadas 34°32′17″N 86°24′44″O / 34.53806, -86.41222 (34.538194, -86.412129).
Según la Oficina del Censo de los EE. UU., la ciudad tiene un área total de 8.85 millas cuadradas (22.91 km²).